# Deutscher Fernsehpreis 2007
Die neunte Verleihung des Deutschen Fernsehpreises fand am 29. September 2007 im Kölner Coloneum statt. Moderiert wurde die Verleihung von Marco Schreyl. Übertragen wurde die Aufzeichnung von RTL.

## Preisträger
| Preis                                                    | Preisträger / Film / Serie                                                                         | Nominierungen |
| Bester Fernsehfilm/Mehrteiler                            | Rose (ARD/BR/SWR/ARTE)                                                                             | 2030 – Aufstand der Alten (ZDF) Der Butler und die Prinzessin (Sat.1) Die Flucht (ARD/ARTE) Vom Ende der Eiszeit (ARD/ARTE) |
| Beste Serie                                              | KDD – Kriminaldauerdienst (ZDF)                                                                    | Dr. Psycho (ProSieben) R.I.S. – Die Sprache der Toten (Sat.1) |
| Beste Sitcom                                             | Stromberg (ProSieben)                                                                              | Kinder, Kinder (RTL) Mitten im Leben (RTL) |
| Beste Unterhaltungssendung/Beste Moderation Unterhaltung | Schlag den Raab vom 9. Juni 2007 mit Stefan Raab und Matthias Opdenhövel (ProSieben)               | Germany’s Next Topmodel mit Heidi Klum (ProSieben) Let’s Dance mit Hape Kerkeling und Nazan Eckes (RTL) |
| Beste Dokumentation                                      | Im Schatten der Blutrache (ARD/ARTE)                                                               | Ich, Reich-Ranicki (ZDF) Wettlauf um die Welt (ZDF) |
| Beste Reportage                                          | Der Gotteskrieger und seine Frau (ARD)                                                             | Feuertod (RTL) die story: Der Physiker der Mullahs (ARD) |
| Beste Informationssendung                                | RTL aktuell (RTL)                                                                                  | heute-journal (ZDF) Tagesthemen (ARD) |
| Beste Sportsendung                                       | Freddie Röckenhaus für Blut und Spiele (ARD)                                                       | Mission: Sauberer Sport – Dopingfahnder im Einsatz (ARD) Von Experten umgeben – Die WM 2010 in Südafrika (WDR) |
| Freie Formatkategorie: Beste Kochshow                    | Das perfekte Dinner (VOX)                                                                          | Lafer!Lichter!Lecker! (ZDF) Schmeckt nicht, gibt’s nicht (VOX) |
| Beste Regie                                              | Lars Kraume für Guten Morgen, Herr Grothe (ARD)                                                    | Züli Aladag für Wut (ARD) Alain Gsponer für Rose (ARD/ARTE) |
| Bestes Buch                                              | Ralf Husmann für Dr. Psycho und Stromberg (ProSieben)                                              | Orkun Ertener für KDD – Kriminaldauerdienst (ZDF) Beate Langmaack für Guten Morgen, Herr Grothe (ARD) Dirk Salomon und Thomas Wesskamp für Fürchte dich nicht (ZDF) Gabriela Sperl und Kathrin Richter für Helen, Fred und Ted (ARD)    |
| Bester Schauspieler                                      | Matthias Koeberlin für Tornado – Der Zorn des Himmels (ProSieben)                                  | Ulrich Tukur für Mein alter Freund Fritz (ZDF) Friedrich von Thun für Der falsche Tod (ZDF) |
| Beste Schauspielerin                                     | Maria Furtwängler für Tatort: Pauline (ARD) und Tatort: Das namenlose Mädchen (ARD/ORF)            | Veronica Ferres für Vom Ende der Eiszeit (ARD/NDR/ARTE) Nadja Uhl für Nicht alle waren Mörder (ARD) |
| Beste(r) Schauspieler(in) Nebenrolle                     | Gabriela Maria Schmeide für Die Flucht (ARD/ARTE)                                                  | Volker Bruch für Nichts ist vergessen (ARD/WDR) und Rose (ARD/ARTE) Anneke Kim Sarnau für Dr. Psycho (ProSieben) Ludwig Trepte für Guten Morgen, Herr Grothe (ARD) Roeland Wiesnekker für Blackout – Die Erinnerung ist tödlich (Sat.1) |
| Beste Moderation Information                             | Reinhold Beckmann für das Interview mit Bert Dietz in Beckmann vom 21. Mai 2007 (ARD)              | Volker Herres für die Gesprächsführung in Das Opfer und der Terrorist (ARD) Johannes B. Kerner für das Interview mit Marina Litwinenko bei Johannes B. Kerner vom 14. Juni 2007 (ZDF)                                                   |
| Beste Comedy                                             | Urban Priol und Georg Schramm für Neues aus der Anstalt (ZDF)                                      | Frank-Markus Barwasser für Aufgemerkt! Pelzig unterhält sich (BR) Mathias Richling für seine Parodien im Scheibenwischer (ARD) |
| Beste Kamera                                             | Philipp Sichler für Sperling und die kalte Angst (ZDF)                                             | Andreas Doub und Roman Nowocien für R. I. S. – Die Sprache der Toten (Sat.1) Sonja Rom für KDD – Kriminaldauerdienst (ZDF) |
| Bester Schnitt                                           | Florian Drechsler für Sperling und die kalte Angst (ZDF)                                           | Clara Fabry für Helen, Fred und Ted (ARD) Dagmar Lichius für Post Mortem – Beweise sind unsterblich (RTL) |
| Beste Musik                                              | Enjott Schneider für Die Flucht (ARD/ARTE) und Nicht alle waren Mörder (ARD)                       | Manu Kurz für Vom Ende der Eiszeit (ARD/ARTE) Ralf Wienrich für Bella Block: Blackout (ZDF) und Das Geheimnis im Moor (ZDF) |
| Beste Ausstattung                                        | Knut Loewe und Wiebke Kratz für Die Flucht (ARD/ARTE) und R. I. S. – Die Sprache der Toten (Sat.1) | Albrecht Konrad und Monica Jacobs für Der geheimnisvolle Schatz von Troja (Sat.1) Matthias Müsse und Janne Birck für Die ProSieben Märchenstunde (ProSieben)                                                                            |
| Bester TV Coach                                          | Katharina Saalfrank für Die Super Nanny (RTL)                                                      | Christian Rach für Rach, der Restauranttester (RTL) Peter Zwegat für Raus aus den Schulden (RTL) |
| Förderpreis                                              | Franz Dinda Randa Chahoud, Dennis Jacobsen und Oliver Jahn für Ijon Tichy: Raumpilot (ZDF)         | |
| Sonderpreis                                              | Michael Schumacher                                                                                 | |
| Ehrenpreis der Stifter                                   | Götz George                                                                                        | |